# Rolf Bernhard
Rolf Bernhard (Frauenfeld, 13 december 1949) is een voormalig Zwitsers atleet, die is gespecialiseerd in het verspringen. Hij nam driemaal deel aan de Olympische Spelen, maar won hierbij geen medailles.
Bernhard verbrak in 1971 met 7,66 meter de eerste keer het Zwitsers record. Dit record zou hij in de volgende jaren nog meerdere malen verbroken. In 1972 maakte hij zijn olympisch debuut op de Olympische Spelen van München. Hierbij sneuvelde hij met 7,68 m echter in de kwalificatieronde. In 1975 sprong hij voor het eerste voorbij de acht Meter. Zijn persoonlijk record van 8,14 meter sprong hij op 1 augustus 1981 in Ebensee. Dit Zwitsers record hield 22 jaar stand, toen het in 2003 door Julien Fivaz verbroken werd.
Bernhard werd in 1981 Europees indoorkampioen en in 1974 behaalde hij een vijfde plaats op het EK atletiek. Hij was meervoudig Zwitsers kampioen en werd in 1975 tot Zwitsers sporter van het jaar verkozen.
In zijn actieve tijd was hij aangesloten bij ATV Satus Frauenfeld.

## Titels
- Europees kampioen verspringen (indoor)

1981
- Zwitsers kampioen verspringen (indoor)

1982
- Zwitsers kampioen verspringen (outdoor)

1971, 1973, 1974, 1975, 1976, 1977, 1979, 1980, 1981, 1982
- Zwitsers Sportman van het Jaar

1975

## Persoonlijke records
| Onderdeel   | Prestatie      | Datum           | Plaats  |
| ----------- | -------------- | --------------- | ------- |
| verspringen | 8,14 m (ex-NR) | 1 augustus 1981 | Ebensee |

## Palmares

### Verspringen
- 1976: 9e OS - 7,74 m
- 1977:  Europacup B - 8,18 m (wind)
- 1979:  Europacup B - 7,95 m
- 1980: 9e OS - 7,88 m
- 1981:  EK indoor - 8,01 m
- 1982:  EK indoor - 7,83 m